# Paravaejovis spinigerus
Espèce
Synonymes
- Buthus spinigerus Wood, 1863
- Vaejovis spinigerus (Wood, 1863)
- Hoffmannius spinigerus (Wood, 1863)
- Vaejovis spinigerus sonorensis Hoffmann, 1931

Paravaejovis spinigerus est une espèce de scorpions de la famille des Vaejovidae.

## Distribution
Cette espèce se rencontre au Mexique en Basse-Californie et au Sonora et aux États-Unis en Californie, en Arizona et au Nouveau-Mexique.

## Description
Paravaejovis spinigerus mesure jusqu'à 68 mm.

## Systématique et taxinomie
Cette espèce a été décrite sous le protonyme Buthus spinigerus par Wood en 1863. Elle est placée dans le genre Vaejovis par Kraepelin en 1894, dans le genre Hoffmannius par Soleglad et Fet en 2008 puis dans le genre Paravaejovis par González Santillán et Prendini en 2013.

## Publication originale
- Wood, 1863 : « Descriptions of new species of North American Pedipalpi ». Proceedings of the Academy of Natural Sciences of Philadelphia, vol. 15, p. 107-112 (texte intégral).